# Øynes
Øynes est une localité du comté de Troms, en Norvège.

## Géographie
Administrativement, Øynes fait partie de la kommune de Kvæfjord.